# Universidade do Texas em El Paso
A Universidade do Texas em El Paso (em inglês:  The University of Texas at El Paso, UTEP) é uma universidade pública localizada na cidade de El Paso, no estado americano do Texas.  Foi fundada em 1914 com o nome da Escola da Minas e Metalurgia do Estado de Texas (The Texas State School of Mines and Metallurgy).  A universidade conta com o maior população estudantil  mexicano-americano dos Estados Unidos da América. Está classificada entre "R1: Universidades Doutorais – Atividade de investigação muito elevada".